# Hermann Engelhard
Hermann Engelhard (ur. 21 czerwca 1903 w Darmstadt, zm. 6 stycznia 1984 tamże) – niemiecki lekkoatleta średniodystansowiec, dwukrotny medalista olimpijski z 1928.
Specjalizował się w biegu na 800 metrów. Zdobył brązowy medal na tym dystansie na igrzyskach olimpijskich w 1928 w Amsterdamie, za Brytyjczykiem Douglasem Lowe i Szwedem Erikiem Byléhnem. Na tych samych igrzyskach Engelhard zdobył srebrny medal w sztafecie 4 × 400 metrów (sztafeta biegła w składzie: Otto Neumann, Richard Krebs, Harry Werner Storz i Engelhard na ostatniej zmianie).
Dwukrotnie poprawił rekord Niemiec w sztafecie 4 × 400 m do wyniku 3:14,8 osiągniętego na igrzyskach w Amsterdamie 5 sierpnia 1928.
Engelhard był mistrzem Niemiec w biegu na 800 metrów w 1928 oraz wicemistrzem w latach 1925-1927, a także mistrzem w sztafecie 4 × 400 metrów w 1928.
Jego żona Ruth z d. Becker była również lekkoatletką, trzykrotną rekordzistką świata w biegu na 80 metrów przez płotki i w sztafetach.